# 就業向前衝
《就業向前衝》是山口克己創作的關於青年就業活動相關的日本漫畫。於小學館漫畫雜誌《Big Comic Spirits》2005年至2006年期間連載。單行本全5卷。

## 劇情簡介
即將結束大學生涯，成為社會新鮮人的萩原拓，對於未來沒有什麼目標，總是抱持著船到橋頭自然直的心態。但在就業活動的期間，女友葉山茜因拓的不安全感，提出了分手的要求。受到打擊的拓下定決心要以這次的就業活動，來為自己雪恥。另一方面，兩年前曾經以「桐島泉」為藝名演出過電影並造成轟動卻突然消聲匿跡的照屋真希，決定以外資企業作為目標，拋棄演員身分成為一位粉領族。然而因緣際會相遇的拓和真希彼此卻擦出了戀情的火花。這是一部描寫日本大學生在面臨就業問題時所發生的種種事情的漫畫。

## 登場人物
- 萩原拓：主角。21歳，東名學院大學3年級。在仙台念高中時就與同學葉山茜交往。但在就職活動期間與茜分手而決定要進入能夠賺大錢的公司上班。
- 照屋真希：21歲，上智大學3年級。大學一年級時因優厚的條件而以「桐島泉」（桐島いずみ）為藝名演出電影。然而現在卻將那段過去封印住了，以外資企業為目標尋找工作中，英語能力極佳。
- 葉山茜：東名大學3年級。與交往3年了的拓分手之後，愛上了提供就業活動諮詢的住菱商事員工天野優，志願是在旅行社上班。
- 三谷直人：拓的同學，以創業家作為目標求職，喜歡賭博。
- 天野優：28歲，在住菱商事工作，慶應大學畢業，與茜在交友聯誼會上認識，有提供就業活動的諮詢。
- 岡野真由美：先前以優厚條件網羅照屋真希的藝能事務所社長，是唯一知道真希不為人知的過去的人。
- 神吉英典：拓和茜的高中同學，原來是不良少年，現在在仙台的酒吧當服務生。
- 葛城謙一郎：同志社大學三年級，從大阪到東京參加MEISTER文具的就業說明會。
- 高橋清泰：一個大型藝能公司有才幹的負責人，很喜歡真希的才能而不斷的追求著她。

## 出版書籍
| 卷數 | 小學館         | 小學館             | 台灣東販       | 台灣東販           |
| 卷數 | 發售日期       | ISBN               | 發售日期       | ISBN               |
| ---- | -------------- | ------------------ | -------------- | ------------------ |
| 1    | 2005年6月30日  | ISBN 4-09-186773-1 | 2006年1月24日  | ISBN 986-17-6001-6 |
| 2    | 2005年9月30日  | ISBN 4-09-186774-X | 2006年5月24日  | ISBN 986-17-6080-6 |
| 3    | 2005年12月26日 | ISBN 4-09-186775-8 | 2006年8月24日  | ISBN 986-17-6144-6 |
| 4    | 2006年3月30日  | ISBN 4-09-180208-7 | 2006年10月24日 | ISBN 986-17-6179-9 |
| 5    | 2006年6月30日  | ISBN 4-09-180404-7 | 2006年12月22日 | ISBN 986-17-6224-8 |